# Lăstun ariel
Lăstunul ariel (Petrochelidon ariel) este o specie de pasăre din familia Hirundinidae. Trăiește în Australia, unele păsări ajungând în Noua Guinee și Indonezia. Această specie este plasată frecvent în genul Hirundo ca Hirundo ariel. Este monotipic.

## Descriere

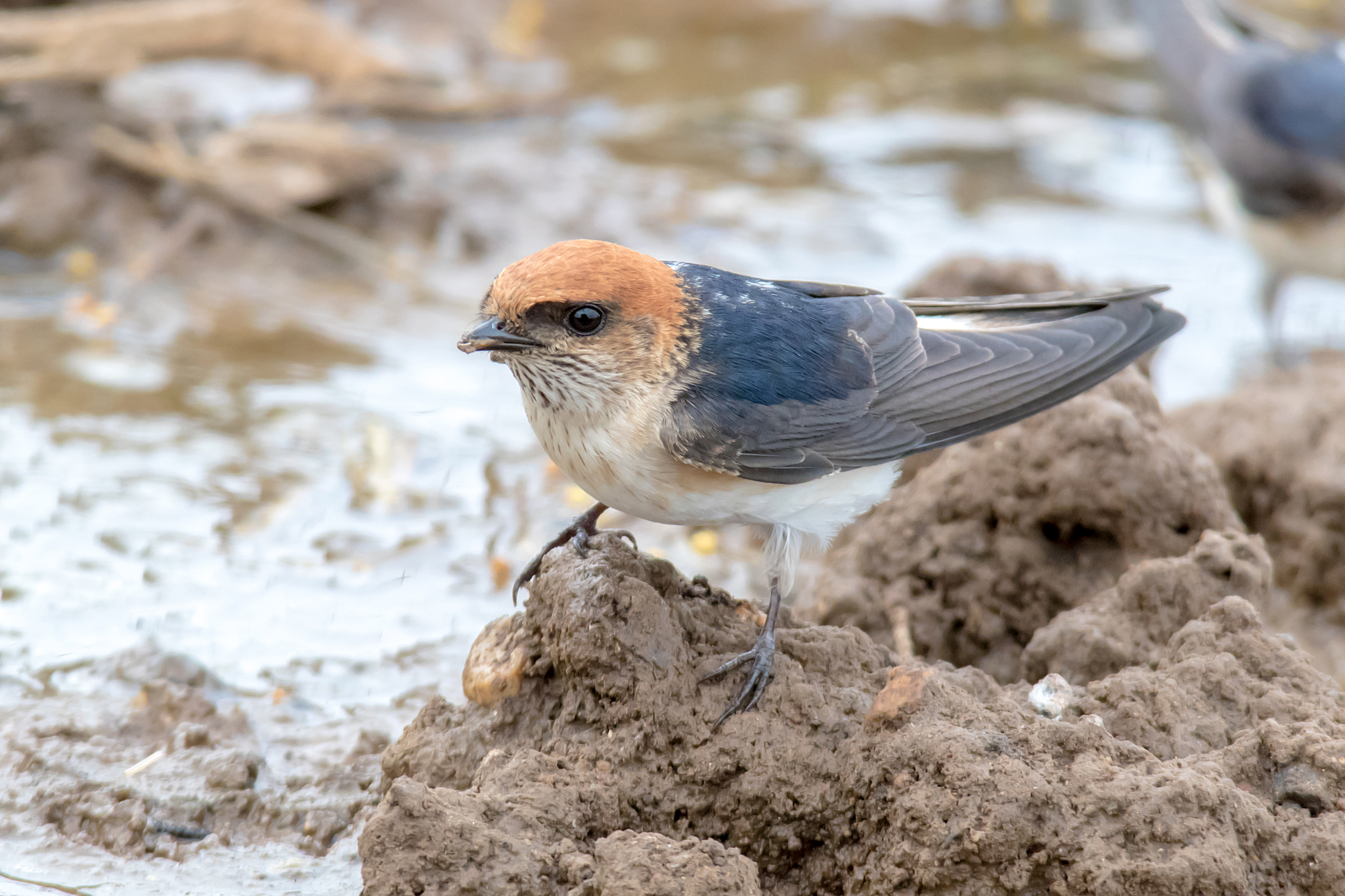
Petrochelidon ariel

Lăstunul ariel are o lungime medie de 12 centimetri și cântărește 11 grame. Adultul are un spate albastru lucios, aripi și coadă maro, creștetul capului și ceafa ruginii și o târtiță albicioasă. Coada sa este pătrată, scurtă și îndesată. Părțile inferioare sunt de un alb mat. Sexele sunt asemănătoare, dar păsările tinere sunt maro, cu frunte mai ștearsă și franjuri palide pe spate și pe penele aripilor
Această specie se poate distinge de alte rândunele australiene prin târtița palidă. Cea mai asemănătoare specie, lăstunul de copac, are o coadă bifurcată puțin adânc și capul și ceafa albastru-negru.
Chemarea acestei rândunice vocale este un chrrrr, iar cântecul este un tril ascuțit. Vocalizările sunt mai înalte decât cele ale lăstunului de copac.

## Galerie

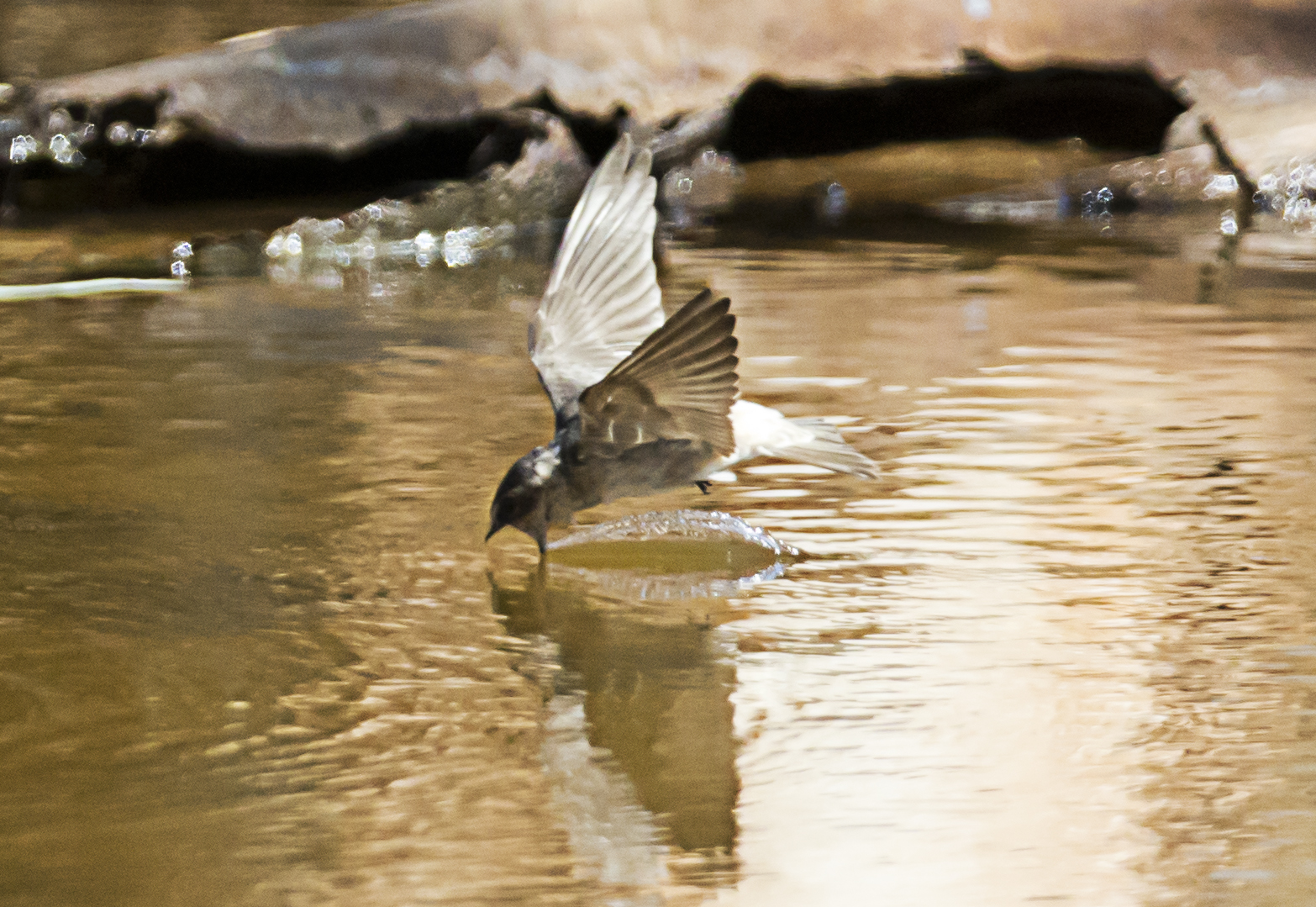
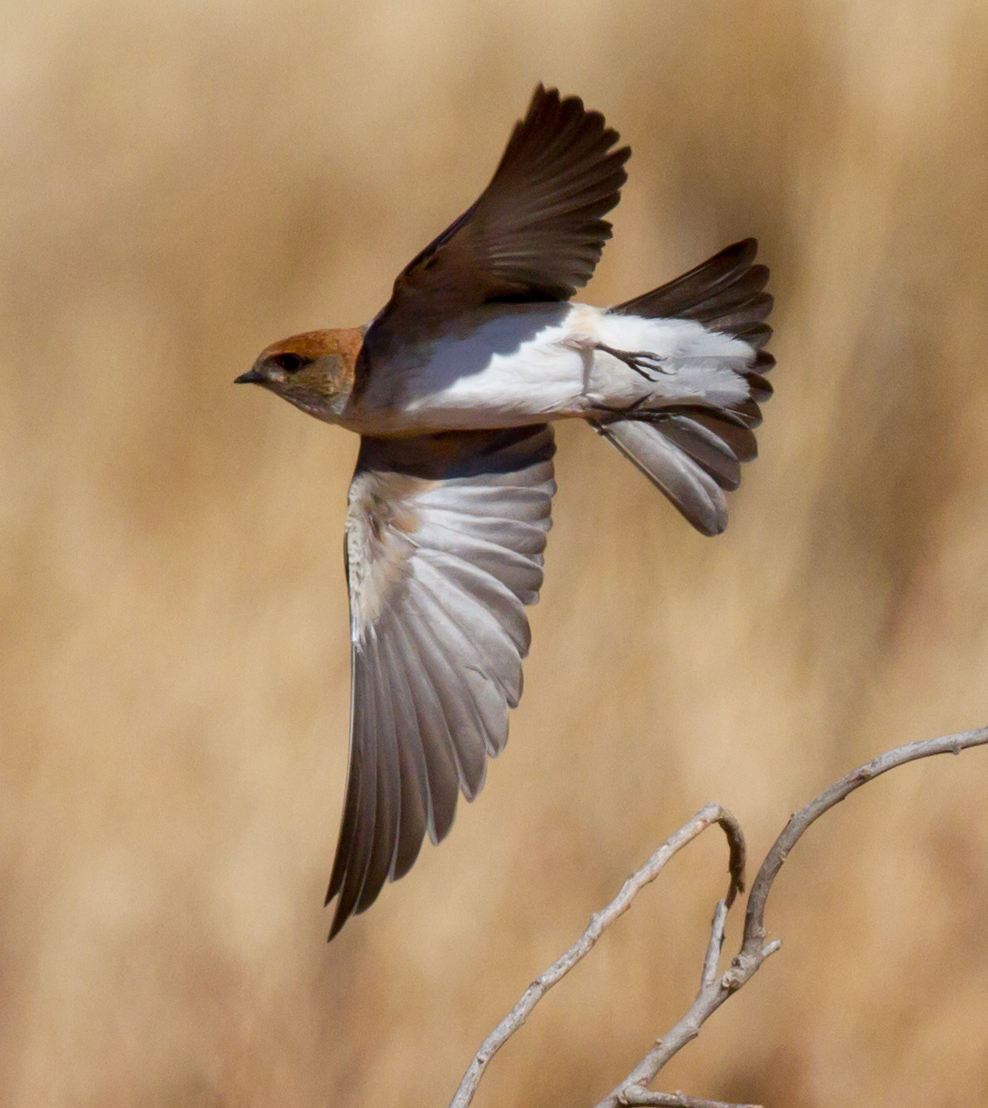
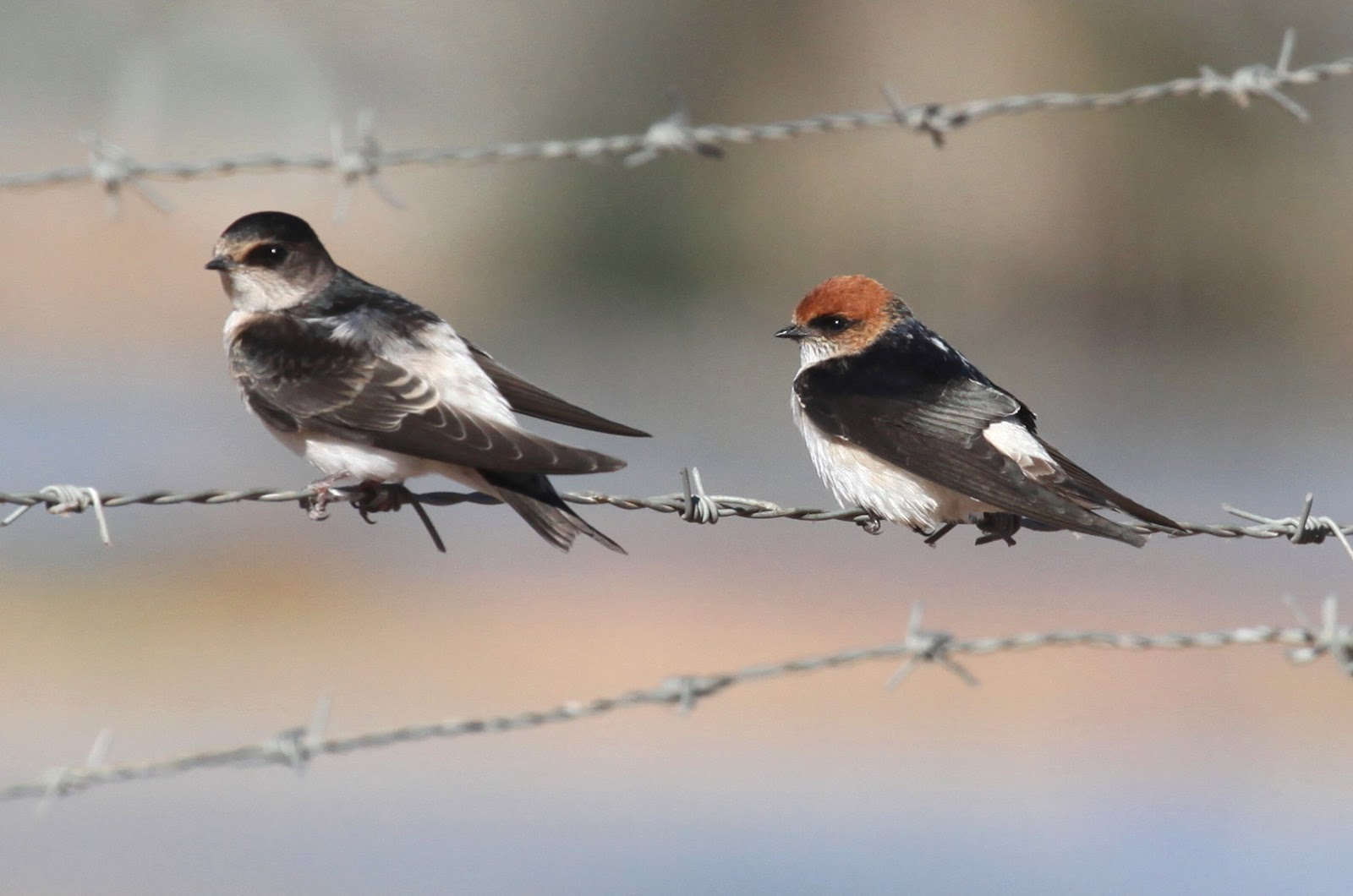
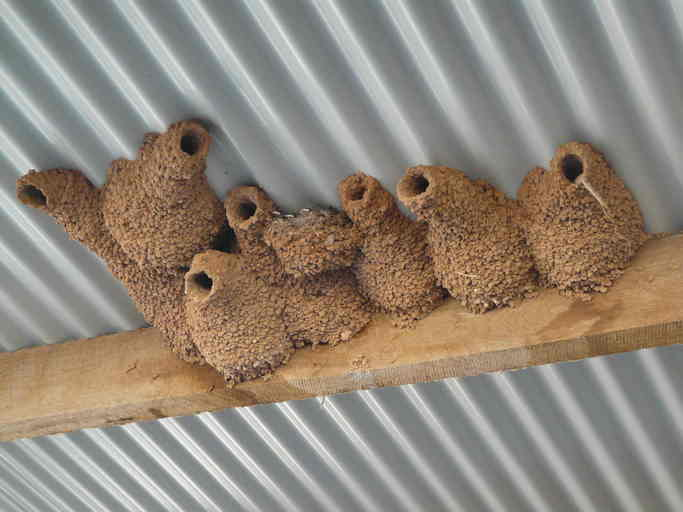
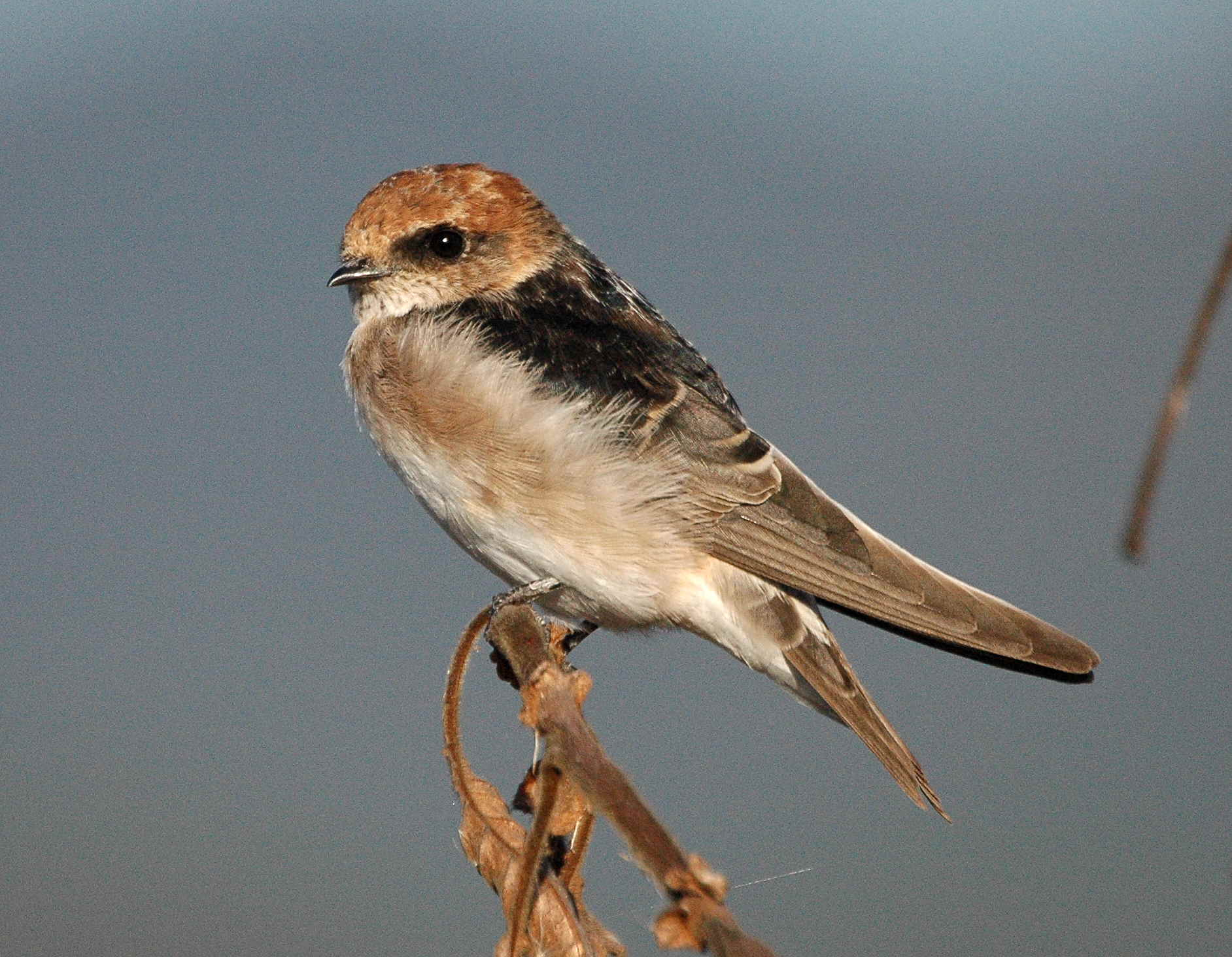
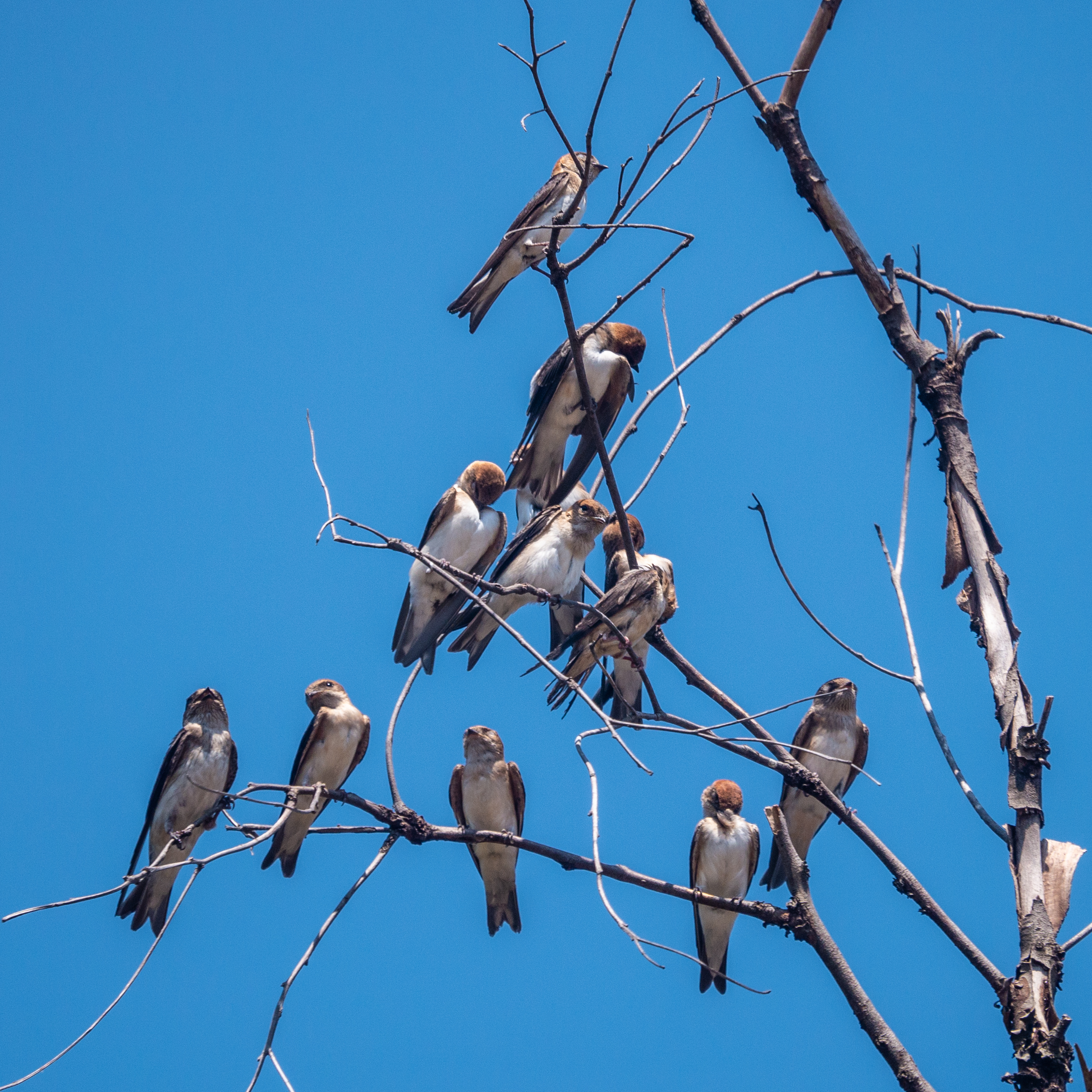